# مناهضة النزعة الاستهلاكية

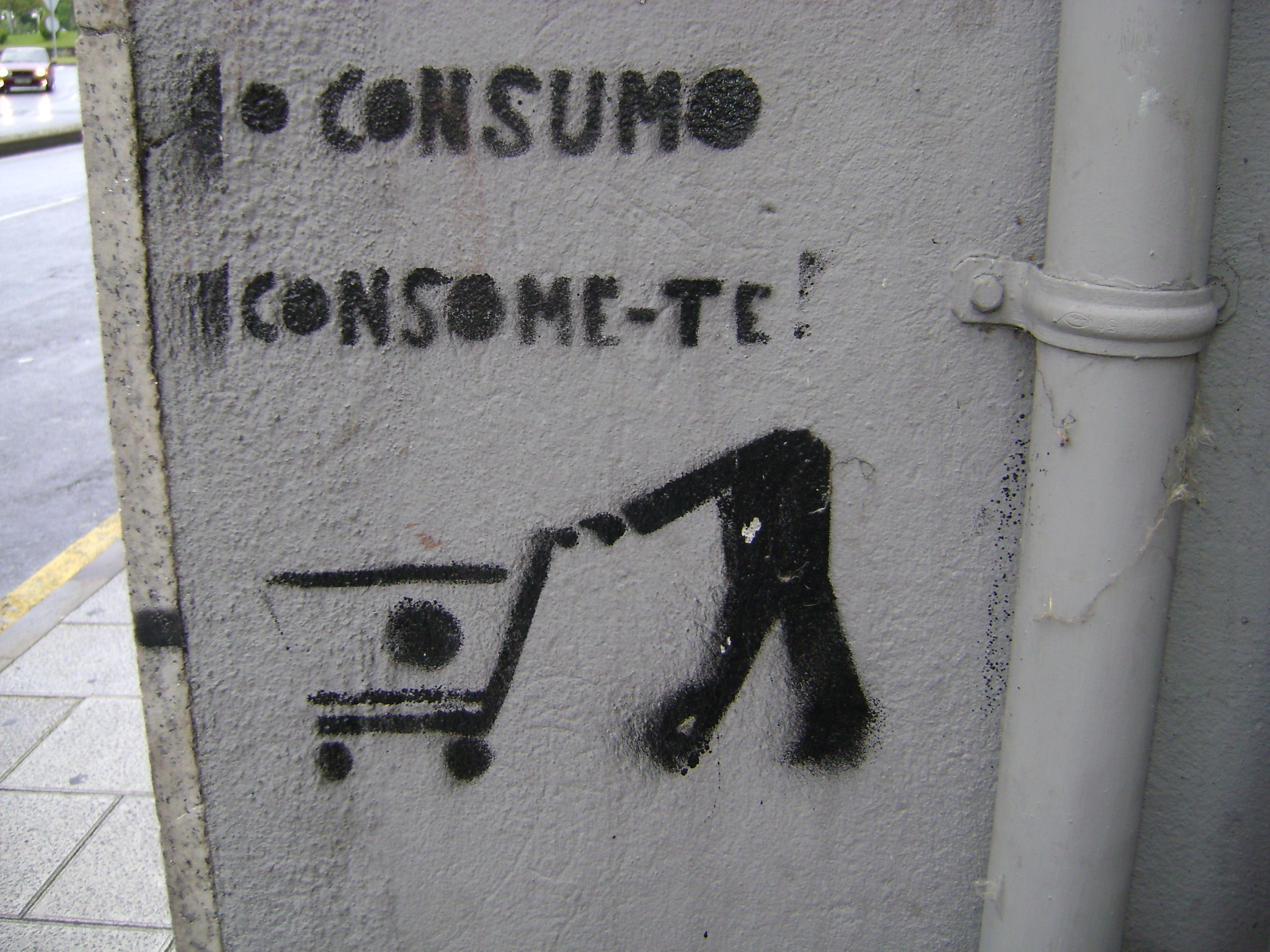

مناهضة النزعة الاستهلاكية هي أيديولوجيا سوسيوسياسية تعارض النزعة الاستهلاكية وحالة الشراء الدائمة للسلع المادية واستهلاكها. تركز مناهضة النزعة الاستهلاكية على تصرفات شركات الأعمال التي تسعى إلى تحقيق أهداف مالية واقتصادية على حساب الصالح العام، وخصوصًا في ما يتعلق بحماية البيئة، والتمييز الطبقي، والأخلاقيات في حُكم المجتمع. في السياسة، تتقاطع مناهضة النزعة الاستهلاكية مع النشاط البيئي، ومناهضة العولمة، ونشاط حقوق الحيوان. هناك اتجاه مفاهيمي آخر مرتبط بمناهضة النزعة الاستهلاكية هو ما بعد الاستهلاكية، الذي يعني العيش بطريقة أساسية تتجاوز الاستهلاكية.
ظهرت مناهضة النزعة الاستهلاكية استجابةً للمشاكل التي سبّبها سوء التعامل مع المستهلكين البشر ومع الحيوانات التي تُستهلك، ومن إدماج توعية المستهلك في المناهج المدرسية. من الأمثلة على مناهضة النزعة الاستهلاكية كتاب دون علامة تجارية (2000) لناعومي كلاين، والأفلام الوثائقية مثل الشركة (2003) لمارك أكبار وجينيفر آبوت، وفائض القيمة: إجبار الأفراد ليصبحوا مستهلكين (2003) لإريك غانديني؛ أسهمت الأعمال السابقة في جعل النشاط المناهض للشركات الكبرى ذا شعبية وشكل من النشاط المدني والسياسي الأيديولوجي المُتاح للجميع.
تتأصل الانتقادات الموجهة للمادية الاقتصادية بصفتها سلوكًا مهينًا للإنسان وذا أثر تدميري على الكرة الأرضية، باعتبارها محيطًا حيويًا للبشر، يتأصل في الأديان والنشاط الاجتماعي. تؤكد الانتقادات الدينية أن الاستهلاكية المادية تتدخل في العلاقة بين الفرد والرب، وأنها بالنتيجة أسلوب حياة غير أخلاقي؛ لهذا السبب، قال المؤرخ الألماني أوسفالد شبنغلر (1880-1936): «تتسم الحياة في أمريكا بأنها ذات هيكلية اقتصادية، وتفتقر إلى العمق». من وجهة نظر كاثوليكية، ذكر توما الأكويني أن «الطمع خطيئة بحق الله، مثله مثل جميع الخطايا المميتة، إذ يستحق الإنسان اللعنة الأبدية في سبيل ما هو زائل»؛ في هذا السياق، يقول كل من فرنسيس الأسيزي، وأمون هيناسي، وغاندي، إن الإلهام الروحي هو ما قادهم إلى عيش حياة بسيطة.
من وجهة نظر علمانية، تشير النشاطية الاجتماعية إلى أن المادية الاستهلاكية تؤدي إلى ارتكاب الجرائم (التي تنشأ من الفقر، واللامساواة الاقتصادية)، والتلوث الصناعي، والتدهور البيئي الناجم عنه، ونشوب الحروب، باعتبارها نوعًا من أنواع الأعمال التجارية. في معرض انتقاده للسخط الاجتماعي الناشئ من شعور التوعك ومذهب اللذة، قال البابا بندكت السادس عشر إن الفلسفة المادية لا توفر مبررًا للوجود الإنساني؛ وشبيهًا بذلك، قال جورج دوهاميل إن «المادية الأمريكية هي مشعل للرداءة هدد بالطغيان على الحضارة الفرنسية».

## خلفية
نشأت مناهضة النزعة الاستهلاكية من نقد الاستهلاك، الذي بدأ مع ثورستين فيبلين، الذي أشار في كتابه نظرية الطبقة الغنية: دراسة اقتصادية للمؤسسات (1899) إلى أن تاريخ الاستهلاكية قديم قدم مهد الحضارات الإنسانية. يدل مصطلح الاستهلاكية نفسه على السياسات الاقتصادية المرتبطة بالاقتصاد الكينزي، والفكرة القائلة إن الخيار الحر للمستهلكين يجب أن يُملي على المجتمع الصيغة الاقتصادية المُثلى (قارن مع المُنتجية).

## السياسة والمجتمع
يعتقد العديد من نشطاء مناهضة الشركات الكبرى أن ظهور المؤسسات التجارية الكبرى يشكل خطرًا على السلطة الشرعية للدول القومية والمجال العام. يرى هؤلاء أن الشركات تغزو مجال خصوصيات الأفراد، وتتلاعب بالسياسات والحكومات، وتخلق احتياجات زائفة لدى المستهلكين. يذكر الناشطون أدلة مثل تطفل برمجية الإعلانات المدعومة، والسخام الإلكتروني، والتسويق عبر الهاتف، والإعلانات الموجهة للأطفال، وتسويق العصابات الفج، والمساهمات الضخمة للشركات الكبرى في الانتخابات السياسية، وتدخلها في سياسات الدول ذات السيادة القومية (كين سارو ويوا)، والمواد الإخبارية عن فساد الشركات الكبرى (إنرون على سبيل المثال).
يوضح ناشطو مناهضة النزعة الاستهلاكية أن المسؤولية الرئيسية والوحيدة للشركات هي حملة الأسهم فيها، دون إقامة وزن يُذكر لحقوق الإنسان وغيرها من المسائل. في هذه الحالة، تتلخص المسؤولية الأساسية الملقاة على عاتق الإدارة في حماية مصالح حاملي الأسهم، وهكذا فإن أي نشاط خيري لا يخدم عمل الشركة قد يُنظر إليه على أنه خرق للثقة. بمقتضى هذا النوع من المسؤولية المالية، فإن الشركات متعددة الجنسيات ستسعى لتطبيق استراتيجيات لتكثيف العمالة وتخفيض النفقات. على سبيل المثال، سيسعون إلى إيجاد اقتصادات بأجور متدنية تنظمها قوانين متساهلة بشكل ملائم مع قضايا حقوق الإنسان، والبيئة الطبيعية، وتنظيم اتحادات نقابات العمال وهكذا (راجع، على سبيل المثال، نايكي).
قدم الفيلسوف الفرنسي برنار ستيغلر إسهامًا عميقًا في نقد النزعة الاستهلاكية، وجادل بأن الرأسمالية المعاصرة تحكمها تطبيقات الاستهلاك بدلًا من الإنتاج، وبأن أساليب الإعلان تُستخدم لخلق سلوكيات عند المستهلكين تُفضي إلى تدمير مبدأ التفرد النفسي والجمعي. وفقًا لما يذكره ستيغلر، فإن توجيه طاقة الليبيدو نحو السلع الاستهلاكية يؤدي إلى دورة استهلاك إدمانية تُفضي إلى الاستهلاك المفْرط، واستنفاد الرغبات، وسيادة البؤس الرمزي.
في الفن، قدّم الفنان بانكسي، فنان الجرافيتي البريطاني الأشهر والأكثر تأثيرًا، والرسام، والناشط، وصانع الأفلام، والمحرض في شتى المجالات، بياناتٍ عبر أعماله العامة بخصوص المجتمع الاستهلاكي. يُنجز بانكسي فن الشارع متخفيًا، ويتحدى من خلاله الأفكار الاجتماعية، ويحرض المشاهدين على إعادة التفكير في بيئتهم المحيطة، وإدراك سخف التصورات المسبقة التي يعتنقونها. يقول بانكسي: «إنكم غير مدينين لتلك الشركات بشيء. بل أقل من اللاشيء، فأنتم غير مدينين لهم بالاحترام حتى. هم مَن يدينون لكم، فقد أعادوا هيكلة العالم ليضعوا أنفسهم فوقكم. لم يطلبوا إذنكم قط، فإياكم أن تطلبوا إذنهم». بعد العام 2003، أرسل بانكسي إيميلًا إلى النيويوركر: «أوزّع آلاف اللوحات مجانًا. لا أعتقد أن بوسعي صنع فنٍّ يناقش الفقر في العالم محتفظًا بعائداته لنفسي». يعتقد بانكسي أن ثمة تحول استهلاكي في الفن، وأن عالم الفن البرجوازي، للمرة الأولى، ينتمي إلى الشعب. على موقعه الإلكتروني، يُتيح بانكسي صورًا ذات دقة عالية لأعماله الفنية لتحميلها مجانًا.

### الاستهلاك التفاخري
إنه الانشغال بالمقتنيات، أكثر من أي شيء آخر، والذي يمنعنا من العيش بحرية وكرامة. - برتراند راسل
إن محاولة إنقاص نسبة التلوث البيئي دون خفض نسبة الاستهلاكية يشبه محاولة محاربة الاتجار بالمخدرات دون التطرق لإدمان المخدرات. - خورخي ماغفود
في العديد من السياقات النقدية، يصف مصطلح الاستهلاك التفاخري نزعة الأفراد إلى التماهي التام مع السلع أو الخدمات التي يستهلكونها، وخصوصًا مع العلامات التجارية الشهيرة، وجاذبية ترسيخ المكانة الاجتماعية؛ على سبيل المثال، نوع العلامة التجارية للسيارات أو المجوهرات باهظة الثمن. يُستخدم المصطلح للازدراء، وينكر معظم الأفراد تلبسهم بفعل كهذا، ويقدمون مبررًا محددًا أو سببًا معقولًا للاستهلاك بدلًا من فكرة أنهم «مجبرون على الاستهلاك». يُشار إلى الثقافة التي تحتوي على نسبة عالية من الاستهلاكية بأنها ثقافة استهلاكية.
بالنسبة لأولئك الذين يعتنقون فكرة الاستهلاكية، فهذه السلع لا تُعتبر قيمة بذاتها، بل علامات على المكانة الاجتماعية تُتيح لهم التعرف على الأفراد المشابهين لهم في التفكير الذين يستهلكون هذه السلع ويستعرضونها. ولكن أقل القليل من هؤلاء يقرون بأن علاقاتهم بالسلعة المعينة أو العلامة التجارية قد تحل محل العلاقات الإنسانية الطبيعية التي تفتقر إليها أحيانًا المجتمعات المعاصرة المختلة وظيفيًا.
أُطلق المصطلح الاستهلاك التفاخري على الولايات المتحدة الأمريكية في ستينيات القرن العشرين، وارتبط بعد ذلك بالنقاشات الدائرة على نطاق أوسع بخصوص تأثير وسائل الإعلام، والتشويش الثقافي، ونتيجته الطبيعية «المُنتَجية».